# رضا براهني
رضا بَراهِني (بالفارسية: رضا براهنی) ولد في تبريز، إيران، 1935 کاتب وناقد أدبي وشاعر يساري إيراني. هو عضو في رابطة أهل القلم في إيران ورئيس أسبق لنادي القلم الكندي. وقد ترجمت بعض أعماله إلى اللغات الإنجليزية، والسويدية والفرنسية.

## الوفاة
توفي رضا براهني في 25 مارس 2022 عن عمر ناهز السادسة والثمانين.